# Castell de Chinon
La fortalesa reial de Chinon és un castell situat a la comuna francesa de Chinon, al departament d'Indre-et-Loire, construït sobre un promontori rocós que domina el  Vienne i la ciutat. Aquesta posició estratègica permet assegurar el control del passatge sobre el Vienne, afluent del Loira.
Va ser fundat per Teobald I, comte de Blois; al segle xi el castell va passar a ser propietat dels comtes d'Anjou. L'any 1156 Enric II d'Anglaterra, membre de la Casa d'Anjou, va prendre la fortalesa en mans del seu germà Geoffrey i la va adequar per establir la seva residència habitual: la major part de l'estructura es pot atribuir al seu regnat i va morir allà l'any 1189.
A principi del segle xiii, el rei Felip II de França es va apoderar de Chinon (any 1205) després d'un setge que va durar diversos mesos. Quan el rei Felip IV va acusar els templers d'heretgia a la primeria del segle xiv, diversos membres destacats de l'orde van ser empresonats a la fortalesa.
Utilitzat per Carles VII al segle xv, el castell de Chinon es va convertir en presó a la segona meitat del segle xvi, però després va caure en desús, amb la conseqüent degradació.
Va ser reconegut com un monument històric pel Ministeri de Cultura de França l'any 1840. El castell, que alberga actualment un museu, és propietat i està gestionat pel Consell General de Indre-et-Loire; va ser restaurat al segle XXI i és una important atracció turística.
Forma part del conjunt de castells del Loira que van ser declarats Patrimoni de la Humanitat per la Unesco l'any 2000.

## Història

### Època gal·loromana
El lloc on s'alça la fortalesa va ser ocupat fa ja uns tres mil anys segons el que revelen les excavacions arqueològiques. La situació estratègica de l'emplaçament, a la riba del Vienne a uns 10 quilòmetres d'on s'uneix al Loira, va propiciar l'assentament humà des de temps prehistòrics; els rius conformaven les rutes comercials més importants i el Vienne unia aquest lloc a les fèrtils planes del sud de la regió de Poitou i la ciutat de Llemotges, via Loira.
Caldria esperar a finals de l'època gal·la per conèixer una mica els seus habitants: un aristòcrata i guerrer gal va erigir la seva casa a la localització de l'actual castell. Els arqueòlegs han trobat la rasa quadrada del recinte on s'alçava la muralla; a l'interior hi havia cases particulars, edificis agrícoles, magatzems i un espai polític i cultural. L'amo de la propietat va ser enterrat just al davant, amb la seva gran espasa, privilegi concedit per Cèsar als veterans de les seves tropes auxiliars natives. En aquells temps gal·loromans, Chinon era ja una petita ciutat amb mercat.

### Imperi Romà i alta edat mitjana
A la fi de l'Imperi Romà, el promontori va ser fortificat i es va convertir en un castrum, que és mencionat per l'historiador Gregori de Tours. Es va construir una muralla al voltant amb un guix de 2,40 m i que devia tenir al voltant una mitja dotzena de torres; per als fonaments es van reutilitzar grans blocs de pedra dels antics edificis gals. Chinon, que formava part del regne dels visigots, va resistir el setge del general romà Egidi, l'any 463. El promontori fortificat va ser successivament ocupat pels merovingis i els carolingis. D'aquesta època han estat trobats enterrats edificis i grans sitges o clots excavats en el sòl, arrebossats amb argila en els quals s'emmagatzemava gra.
El castell en si va anar prenent forma entre els segles vi i x. S'hi van construir edificis comtals i una torre, protegits per una muralla i separats del conjunt arquitectònic, situats en l'extrem oriental del castell actual. Aquest conjunt és diferent de la resta de construccions situades més a l'oest: alberga instal·lacions destinades a l'economia i tallers artesanals necessaris per al funcionament del castell.
Entre els segles VII i XIII Chinon va ser capital d'una jurisdicció administrativa medieval, una vegueria. Albergava un taller de moneda reial, seca que fou transferida de Tours a causa de l'amenaça implacable que els vikings van exercir entre els anys 920 i 954.

### Comtes de Blois i comtes d'Anjou
Al segle x, la fortalesa estava en mans dels comtes de Blois, vassalls del rei de França. El primer i més poderós d'ells, Teobald I de Blois va ser nomenat comte al voltant de l'any 942, i va romandre al castell fins al 974. Va fer construir una torre de pedra l'any 954. Per enfortir la capacitat defensiva del castell, ho va fer envoltar per una muralla.
En aquesta època els Blois i els Anjou estaven en disputa per terres, entre les quals estava aquest castell. Això no obstant, durant la primera meitat del segle xi, els respectius propietaris van produir importants canvis arquitectònics. Es va augmentar la superfície i se'n van construir diversos habitacles, entre d'altres un convent.

#### Les grans reformes: Lluís I d'Anjou i Carles VII de França

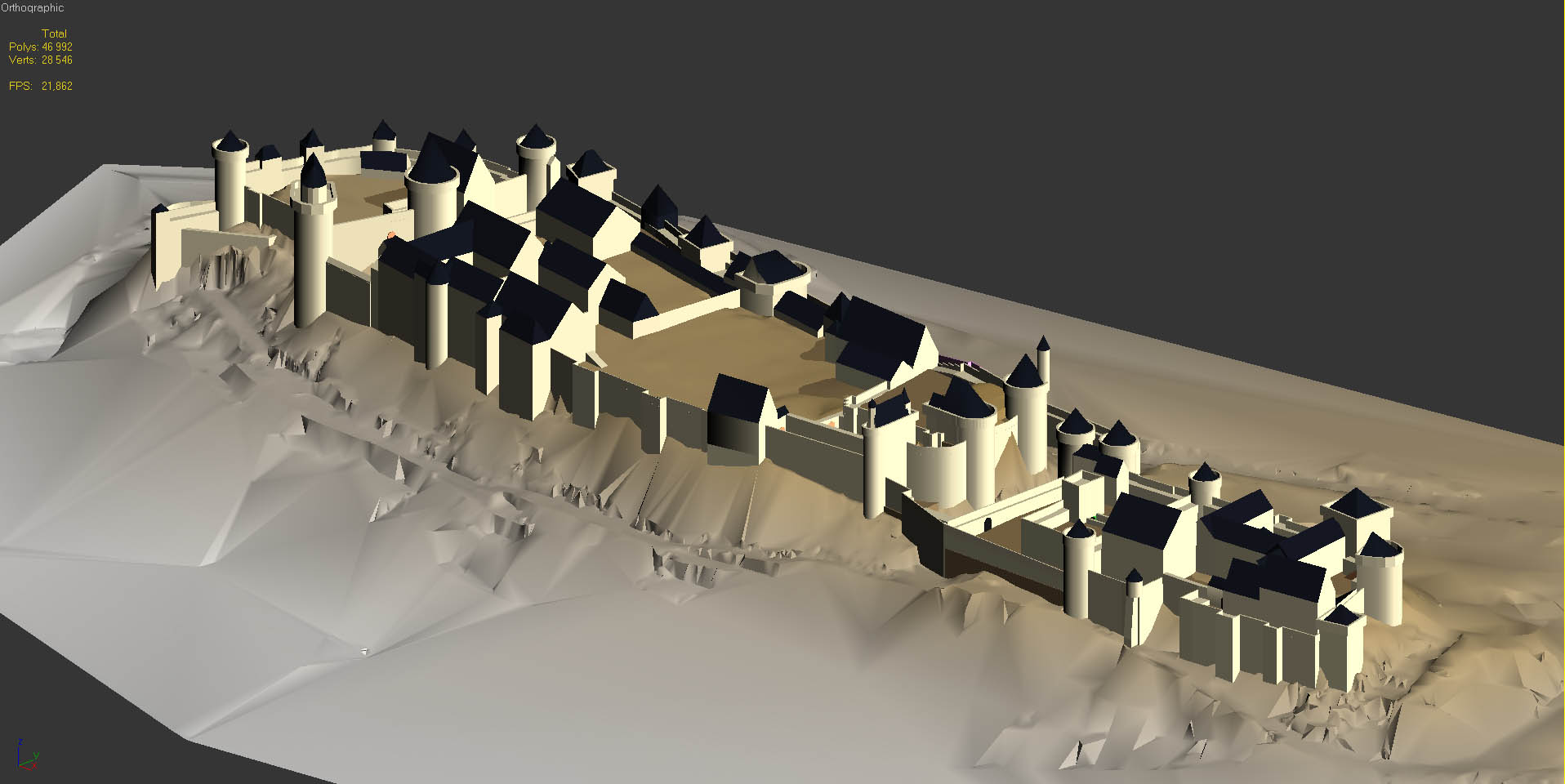
Reproducció en 3D del castell de Chinon al.

Al voltant de l'any 1370, el duc Lluís I d'Anjou va començar a reconstruir les estances. D'aquell conjunt, només queda l'ala sud, que albergava una saló d'audiències en l'extrem est. S'administrava justícia en una sala molt gran del pis superior, mentre que les quatre habitacions amb calefacció de la planta baixa, servien d'oficines.
En l'època de Carles VII de França, el conjunt adoptà la seva configuració final: tres ales al voltant d'un pati. Un dels edificis del priorat de Saint-Melaine, que estava paret amb paret al costat dels habitatges de la casa es transformà en sala per al jeu de paume, esport aristocràtic molt de moda a l'època. A l'edifici perpendicular que limitava amb Coudray se li va afegir un porxo que permetia passar del castell de Milieu al fortí de Coudray. El saló d'audiències va ser reformat en gran saló del castell, més conegut com a "Salle de la Reconnaissance".
La resta de l'ala sud va ser ocupada per les habitacions de Carles VII i la seva esposa Maria d'Anjou, en el primer pis. Consistien en: un rebedor, un dormitori, armaris i banys. Cambres de servei i menjador es trobaven a la planta baixa. La reina, principal ocupant durant més de 25 anys, del 1435 al 1461, va ser responsable de molts dels canvis i arranjaments.

### Episodi templer
Entre el 18 i el 20 d'agost del 1308, el castell de Chinon va ser l'escenari d'un important esdeveniment en la història dels cavallers templers. Fundats com a orde militar cristiana en Terra santa a finals de la Primera Croada, al segle xii, un segle més tard havia guanyat grans extensions de terres i prebendes a Europa, especialment a França. Com a part de la lluita de poder entre el rei francès Felip el Bell i el papa Climent V i amb la finalitat de confiscar l'or dels templers, el monarca va encarregar a Guillem de Nogaret la recopilació de proves relacionades amb unes suposades desviacions de l'orde. De seguida es van iniciar diversos processos i judicis, en què la tortura es va assentar com a mètode per obtenir confessions ràpidament que anaven més enllà de les acusacions inicials. A fi de mantenir els judicis a la seva manera, el rei francès el rei es va atorgar una competència que no tenia i l'octubre del 1307 va començar els interrogatoris amb tortures a la mateixa seu dels templers a París. El papa va protestar i l'estiu del 1308 va accedir a traslladar-los a Poitiers, o estava el papa, però van fer un alt a Chinon i no van continuar perquè estaven massa afeblits. Llavors va ser Climent qui va anar cap al castell reial, però els soldats tenien ordres de mantenir-lo a distància dels detinguts. quan va voler marxar de Chinon, no li permeteren prendre el seu equipatge. Amb tota aquesta pressió, el papa finalment va claudicar als desitjos reials d'abolir l'orde.

### Joana d'Arc
Un altre episodi famós de la història de França relacionat amb aquest castell es va produir al segle xv.
En aquell moment Enric V d'Anglaterra reclamava el tron francès, dret que li venia del tractat de Troyes (1420). Però el 1422 morí Carles VI de França i Enric V dos mesos després, fet que deixà el tema successori poc clar: el fill del rei anglès només era un nen, cosa que aprofitaren els francesos per nomenar rei al delfí Carles, que residia en aquest castell. El 6 de març del 1429 va arribar a Chinon Joana d'Arc, una noia que deia rebre ordres de Déu per organitzar un exèrcit contra els anglesos. D'aquí va sortir la seva marxa triomfal cap a Reims.

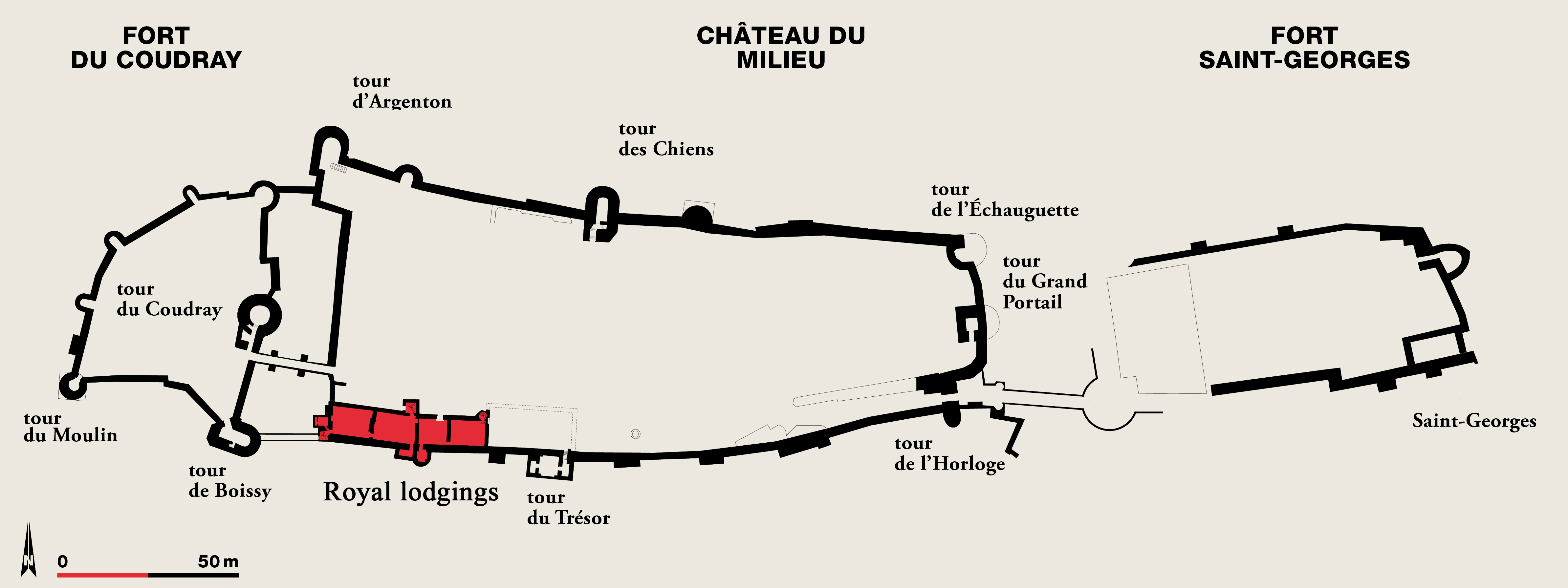
Plànol del castell

## Galeria d'imatges

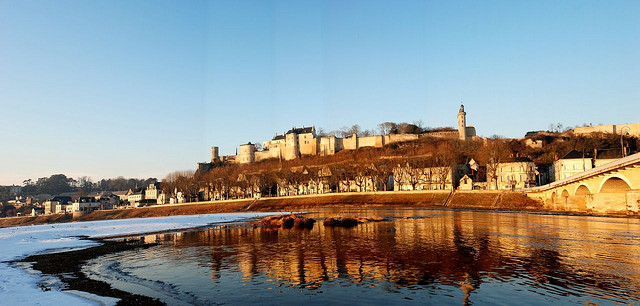
Imatge del castell des del sud
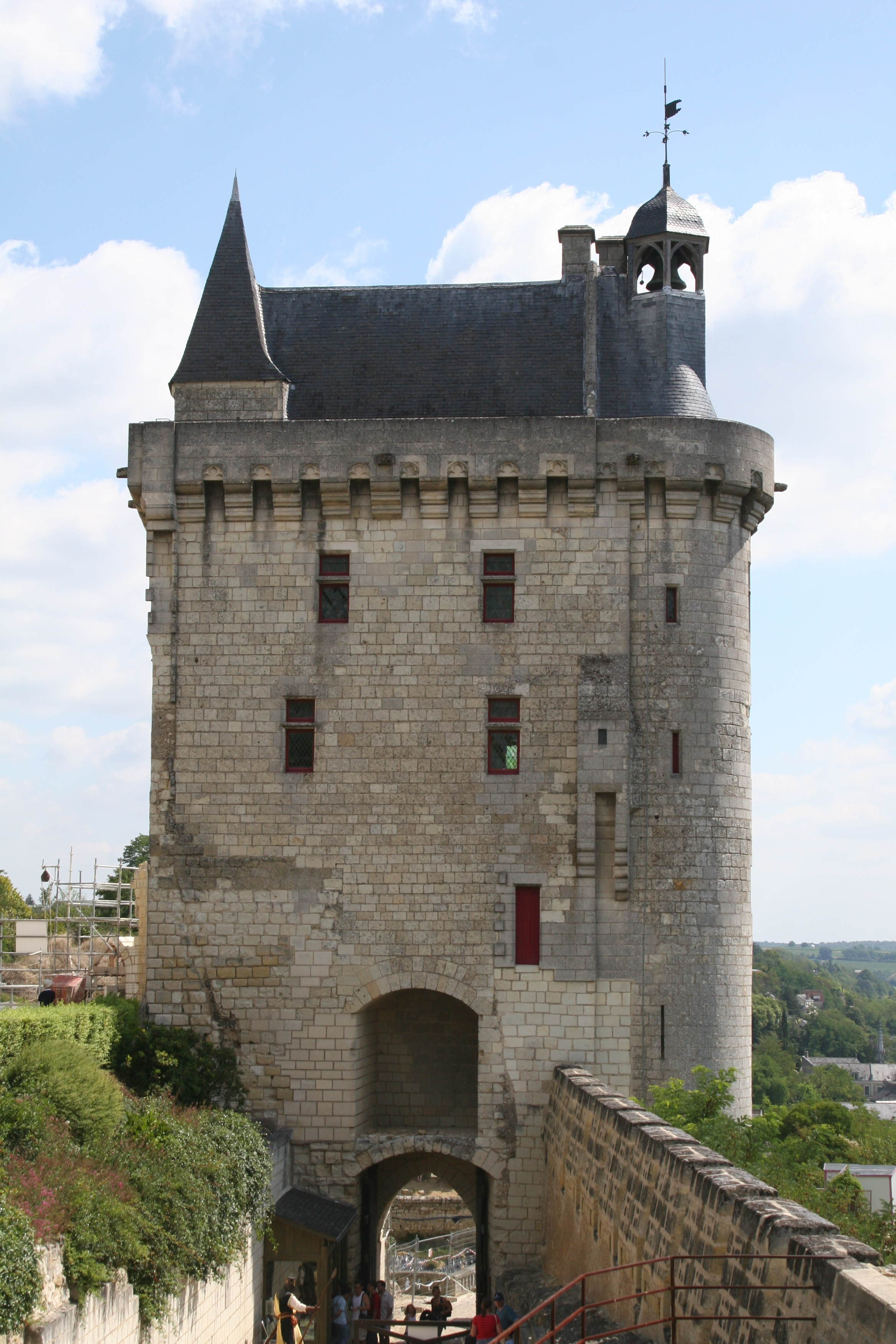
Tour d'Horloge
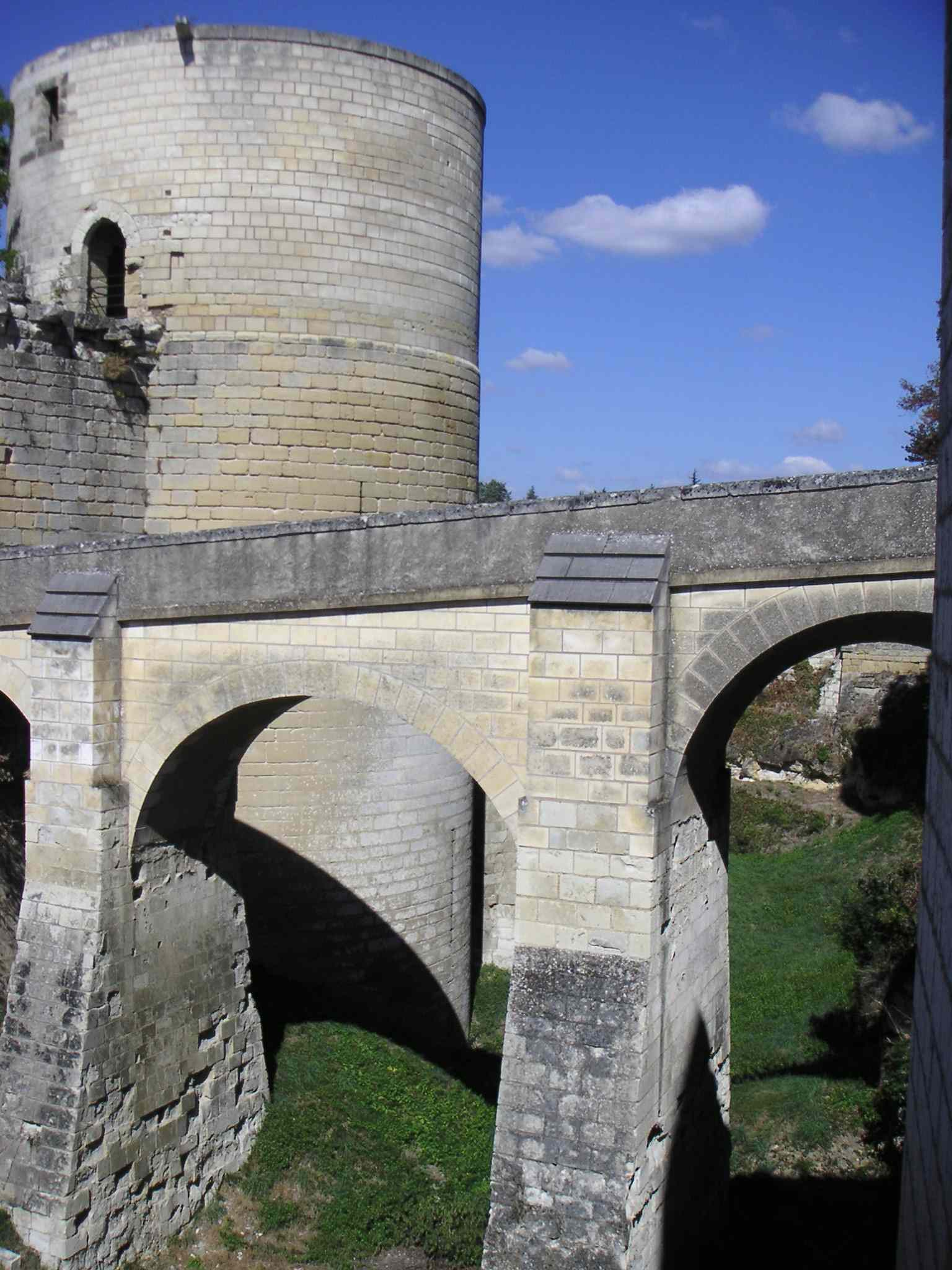
Tour du Coudray
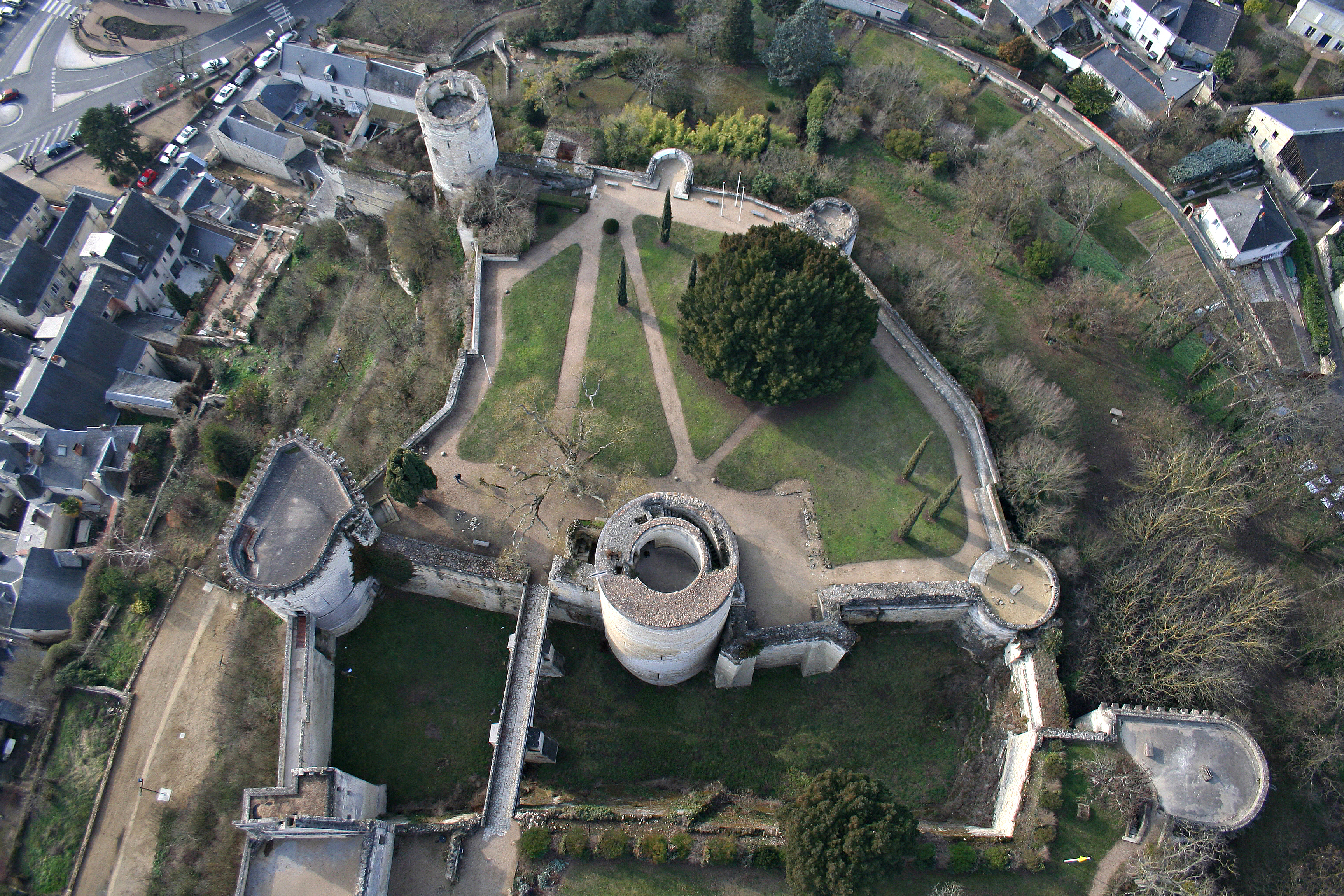
Vista aèria del Fort du Coudray
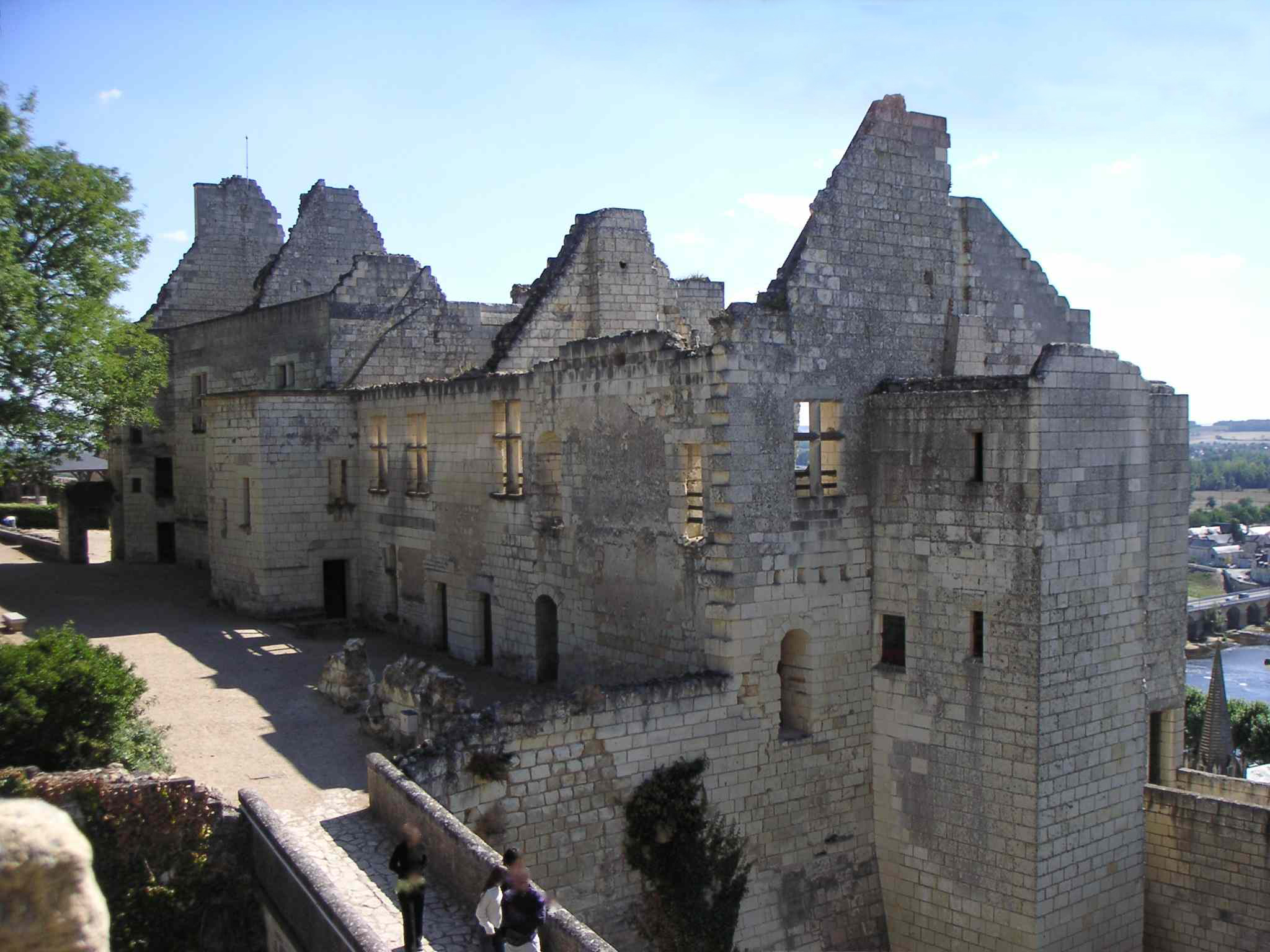
Els apartaments reials abans de restaurar-los
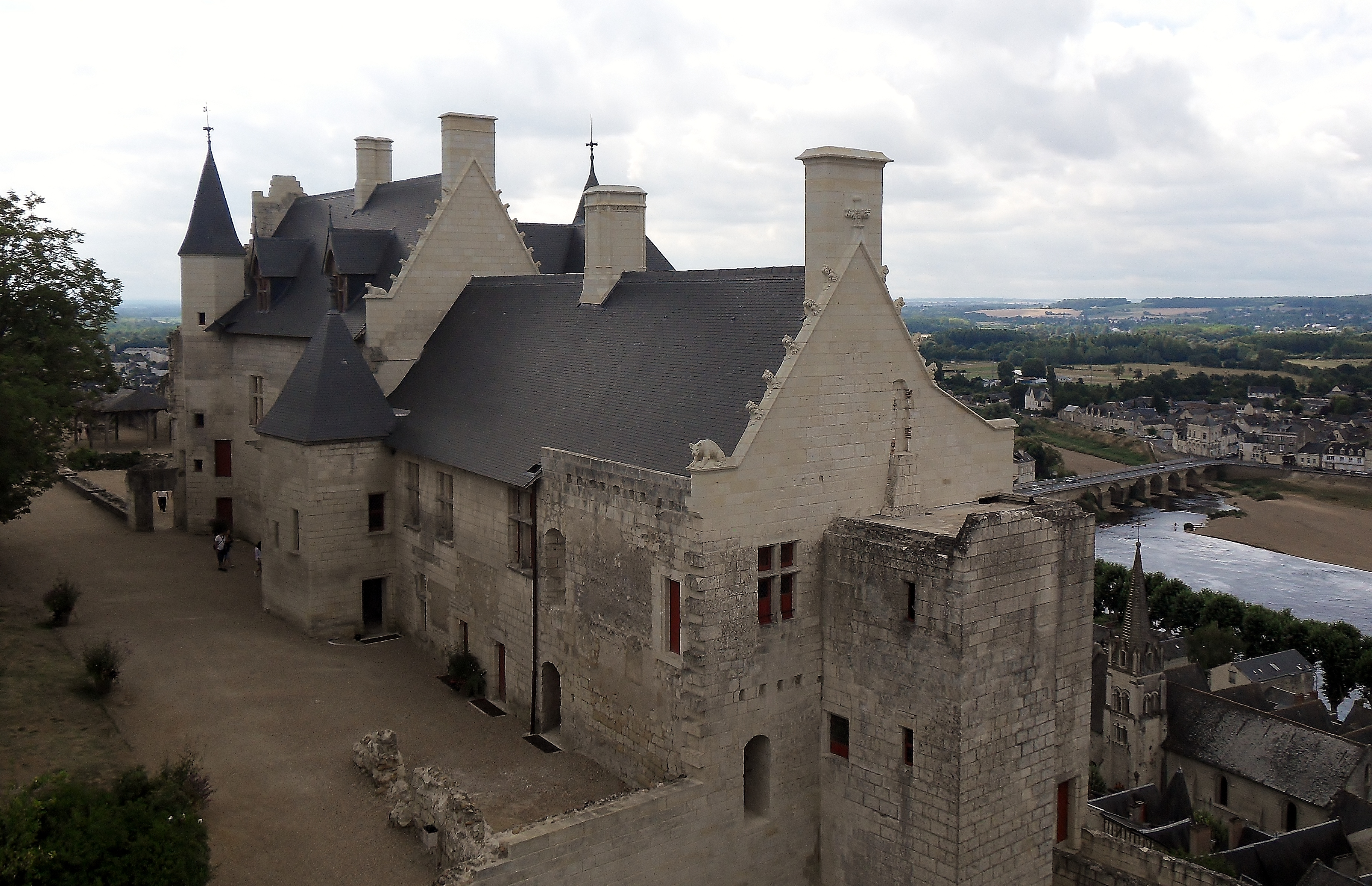
Els apartaments reials després de restaurar-los